# Giuseppe Terrabugio
Giuseppe Terrabugio (Fiera di Primiero, 13 maggio 1842 – Fiera di Primiero, 9 gennaio 1933) è stato un musicista, organista e docente italiano, aderì attivamente al movimento per la riforma della musica sacra propugnato da papa Pio X.

## Biografia
Dopo aver terminato il liceo classico a Trento si iscrive alla facoltà di giurisprudenza di Padova senza però terminarne i corsi. Decide infatti di seguire la sua inclinazione per la musica e parte per Ratisbona dove frequenta la “Scuola di musica sacra” fondata poco tempo addietro da Franz Xaver Haberl. Perfeziona poi la sua educazione musicale a Monaco di Baviera sotto la guida dell'organista Josef Gabriel Rheinberger. Fa infine ritorno in Italia stabilendosi a Milano dove aderisce alla “Riforma ceciliana della musica sacra”. Entra così nella cerchia dei musicisti sostenitori di questo movimento tra i quali è attivo Giovanni Tebaldini con il quale stringe un solido rapporto di amicizia e collaborazione.  assieme al quale pubblica articoli sul periodico “Musica Sacra” fondato non molto prima da don Guerrino Amelli, altro fervido assertore di queste idee che erano in consonanza con la riforma musicale in pari tempo voluta da Papa Pio X espressa nel Motu proprio Tra le sollecitudini.
Sempre a Milano mantiene per anni l'impegno per anni dell'insegnamento di organo e musica corale presso la “Scuola Superiore di musica sacra”, ora “Pontificio istituto di musica sacra”; tra i suoi allievi ebbe il musicista pisano Pietro Pecchiai.
Nel 1927 ritorna definitivo alla nativa Fiera di Primiero dove attese alla redazione del suo manuale didattico “L’organista pratico” in tre volumi nonché al completamento di alcune sue composizioni ancora inedite.

## Opere
Il Centro Studi Antoniani di Padova conserva spartiti musicali di Giuseppe Terrabugio.

### Composizioni per voci coro e orchestra
- Messa solenne (1890)
- Requiem
- Te Deum

### Musica liturgica
- Veritas Mea, Offertorio,

coro a 4 Voci (TTBB), organo;
- Tantum ergo, Inno,

coro 3 V (ATB), organo;
- Miserere, Salmo 59,

coro 3 V (TTB) a cappella;
- Mihi autem adhaerere, Offertorio,

coro 3 V (TTB), organo;
- Magnificat, Cantico,

coro 3 V (TTB), organo;
- Laudate pueri, Salmo 112,

coro 3 V (TTB), organo,
- Laudate Dominum, Salmo 116,

coro 4 V (TTBB), organo,
- Improperium expectant, Offertorio,

coro 4 V (TTBB), organo,
- Filiae Regum, Offertorio,

coro 4 V (SATB), organo,
- Confitebor tibi Domine, Offertorio,

coro 3 V (TTB))
- 2 Salmi,

coro 4 V (SATB), organo,
- Dixit Dominus, Salmo 109,

coro 4 V (SATB), organo,
- Domine ad adjuvandum, Salmo 69,

coro 4 V (SATB), organo.

### Pezzi per organo solo
- Sonate, Preludi e Fughe

### Altre composizioni
- Pezzi per orchestra
- 1 Quartetto d'archi

### Opere didattiche
- “L’organista pratico”, manuale in tre volumi